# Hinauhan's Village
Hinauhan's Village, ljetni logor Stikine Indijanaca (šira skupina Tlingit) sa Aljaske na rijeci Stikine. Godine 1880. u njemu je živjelo 31 Indijanac. Spominje ga Petroff u Tenth Census, Alaska, 32, 1884.
Selo je imenovano po poglavici.